# 尾崎秀真

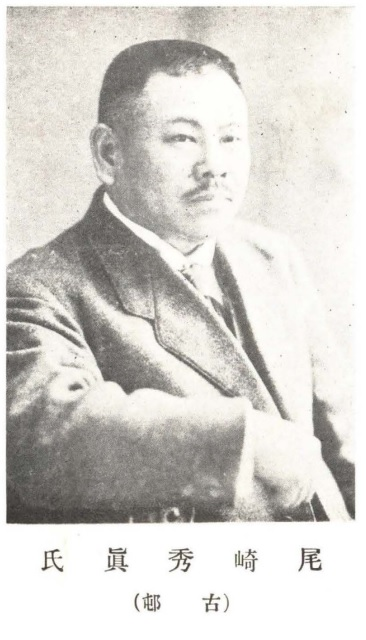
1933年頃の尾崎秀真。

尾崎 秀真（おざき ほつま、1874年11月21日 - 1949年11月15日）は主に台湾で活躍した新聞記者、教育者、篆刻家。日本による植民統治下の台湾で先住民の風俗研究や文物の保存活動などをすすめた。ゾルゲ事件に連座して処刑された尾崎秀実の父として知られる。

## 来歴
幼名・秀太郞。明治7年（1874年）11月21日、岐阜県の加茂郡で豪農の家に生まれた。父親は当時の農地転換政策に応じて農地を売却し製糸業を興すが、これが失敗して倒産、一家は一転して厳しい暮らしを強いられた。
尾崎は明治20年（1887年）に四年生の尋常小学校を卒業すると親戚の家になかば里子に出され、そこで尋常小学校高等科を卒業したのちは主に医学と漢詩について独学を続けた。
1892年、東京に住む叔父の紹介で美濃から上京し、病院で薬剤師として勤務し始める。このとき内務省衛生局長だった後藤新平の知己を得て救急医療の研究を始めたと言われる。またこの時期に、漢詩を依田学海に、漢学を渡辺重石丸に学び、同人雑誌『新少年』の創刊に関わっている。この雑誌が軌道に乗るようになると医療の道を離れ、編集者として生活し始める。
しかしこの雑誌が別の出版社に併合されると、新たに示された編集方針に反発して辞任、後藤新平のすすめに従って台湾に渡り『台湾日日新報』の中国語記者となった。同時に私立台北中学で中国語と書道を教えている。1907年、尾崎は村木鬼久らとともに台湾最初の篆刻協会「水竹印社」を設立、篆刻の普及につとめた。1922年には台湾総督府が『新台湾史』の編纂を開始すると請われて参加している。のちに総督府の方針変更により編纂授業は一時中断するが、その後も尾崎は、考古学や博物学・人類学にまで広がる膨大な領域について独自に研究をすすめ、『台湾四千年史の研究』『台湾史談四十年』などの著作を発表している。
その後は台湾で博物館協会理事や台湾美術協会理事などを歴任して台湾文化人の中心的存在となるが、1941年、息子の尾崎秀実がゾルゲ事件に連座し、1943年に死刑判決を受けると、以後は社会活動を絶って家にこもるようになった。日本の敗戦後に郷里の岐阜県へ戻り、1949年に死去した。1915年に台湾へ渡ったのち、数回の日本帰国などわずかな機会をのぞいて約45年間を台湾で過ごした生涯だった。

## 尾崎博物学
尾崎は新聞記者・教師として勤務する一方で、台湾総督府博物館の研究員として収集方針策定に関わった。尾崎は変化・風化しつつあった台湾先住民の社会風俗や文物を特に熱心に研究し、衣服や宝飾品、漁撈用具や武器・玩具など膨大なコレクションが収蔵庫におさめられた。これらは後の台湾地勢研究の基礎を築き、現在の国立台湾博物館でも「尾崎博物学」として特別な地位を与えられて展示されている。